# Błonkowce
Błonkowce (Atheliales Jülich) – rząd grzybów w klasie pieczarniaków (Agaricomycetes).

## Charakterystyka
Atheliales to niewielki rząd, do którego w 2020 roku należało około 100 opisanych gatunków w
20 rodzajach. Większość gatunków jest niepozorna, z prostymi, rozpostartymi i morfologicznie niezróżnicowanymi owocnikami. Są natomiast bardzo zróżnicowane ekologicznie i należą do nich grzyby ektomykoryzowe, grzyby saprotroficzne powodujące białą zgniliznę drewna, grzyby współżyjące ze zwierzętami, grzyby będące pasożytami sinic i zielenic (grzyby glonolubne) oraz grzyby naporostowe (wśród tych ostatnich opisano 2 gatunki, ale prawdopodobnie jest ich więcej). Wiele gatunków to nadrzewne grzyby kortycjoidalne wytwarzające rozpostarte, skorupiaste owocniki, luźno przyczepione do podłoża z niezróżnicowanymi brzegami.

## Systematyka
Rząd Atheliales do taksonomii grzybów wprowadził Walter Jülich w 1981 r. Jest to takson monotypowy zawierający rodzinę błonkowatych (Atheliaceae Jülich) z następującymi rodzajami:
- Amphinema P. Karst. 1892 – strzępkobłonka
- Athelia Pers. 1822 – błonka
- Athelicium K.H. Larss. & Hjortstam 1986
- Athelocystis Hjortstam & Ryvarden 2010
- Athelopsis Oberw. ex Parmasto 1968
- Butlerelfia Weresub & Illman 1980
- Byssocorticium Bondartsev & Singer 1944 – wełniczek
- Elaphocephala Pouzar 1983
- Fibulomyces Jülich 1972 – spinkowiec
- Hypochnella J. Schröt. 1888 – nalotniczka
- Hypochniciellum Hjortstam & Ryvarden 1980
- Leptosporomyces Jülich 1972 – sprzążkowiec
- Lobulicium K.H. Larss. & Hjortstam 1982 – błonkowiec
- Lyoathelia Hjortstam & Ryvarden 2004
- Melzericium Hauerslev 1975
- Mycostigma Jülich 1976
- Piloderma Jülich 1969 – włososkórka
- Pteridomyces Jülich 1979
- Taeniospora Marvanová 1977
- Tretomyces K.H. Larss., Kotir. & Saaren. 2011
- Tylospora Donk 1960

Polskie nazwy na podstawie pracy Władysława Wojewody z 2003 r.